# Taverna Nova
Taverna Nova is een plaats (frazione) in de Italiaanse gemeente Eboli.
Het ligt ten zuidoosten van Napels en op ongeveer 6,55 kilometer van de Tyrreense Zee en de Golf van Salerno gelegen en vlak bij Santa Cecilia. Het bevindt zich langs de secundaire weg SS18 en de weg “via Parmenide”.